# Daniels megye
Daniels megye az Amerikai Egyesült Államokban, azon belül Montana államban található. Megyeszékhelye és legnagyobb városa Scobey. Lakosainak száma 1661 fő (2020. április 1.).

## Szomszédos megyék
- Old Post No. 43 (északnyugat)
- Poplar Valley No. 12 (észak)
- Hart Butte No. 11 (észak)
- Happy Valley No. 10 (észak)
- Sheridan megye (kelet)
- Roosevelt megye (dél)
- Valley megye (nyugat)

## Népesség
A megye népességének változása:
| Lakosok száma | 1742 | 1767 | 1777 | 1791 | 1760 | 1661 |
|               | 2010 | 2011 | 2012 | 2013 | 2015 | 2020 |